# Albegna
De Albegna is een rivier in het zuiden van Toscane.
Ten tijde van de Romeinen werd de rivier Albinia genoemd; de rivier staat als albinia fl(umen) vermeld op de Romeinse reiskaart Tabula Peutingeriana.
De rivier ontspringt in de buurt van Stribugliano op de zuidwestelijke helling van Monte Amiata, een uitgedoofde vulkaan. De rivier loopt van hier uit naar het zuiden door Roccalbegna, Semproniano, Rocchette di Fazio en Manciano. Bij Saturnia draait de rivier naar het zuidwesten, waarna deze door Scansano en Marsiliana d'Albegna stroomt, waarna de rivier bij Albinia in de Tyrreense Zee stroomt.